# Elibia dolichus
Elibia dolichus är en fjärilsart som beskrevs av John Obadiah Westwood 1848. Elibia dolichus ingår i släktet Elibia och familjen svärmare. Inga underarter finns listade i Catalogue of Life.

## Bildgalleri

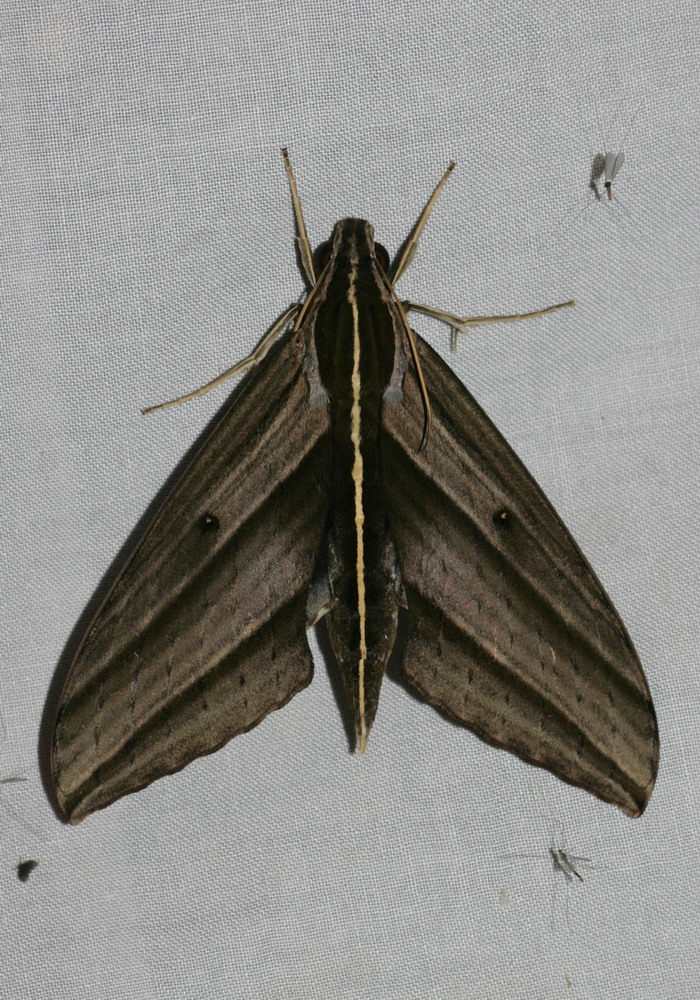

## Beskrivning

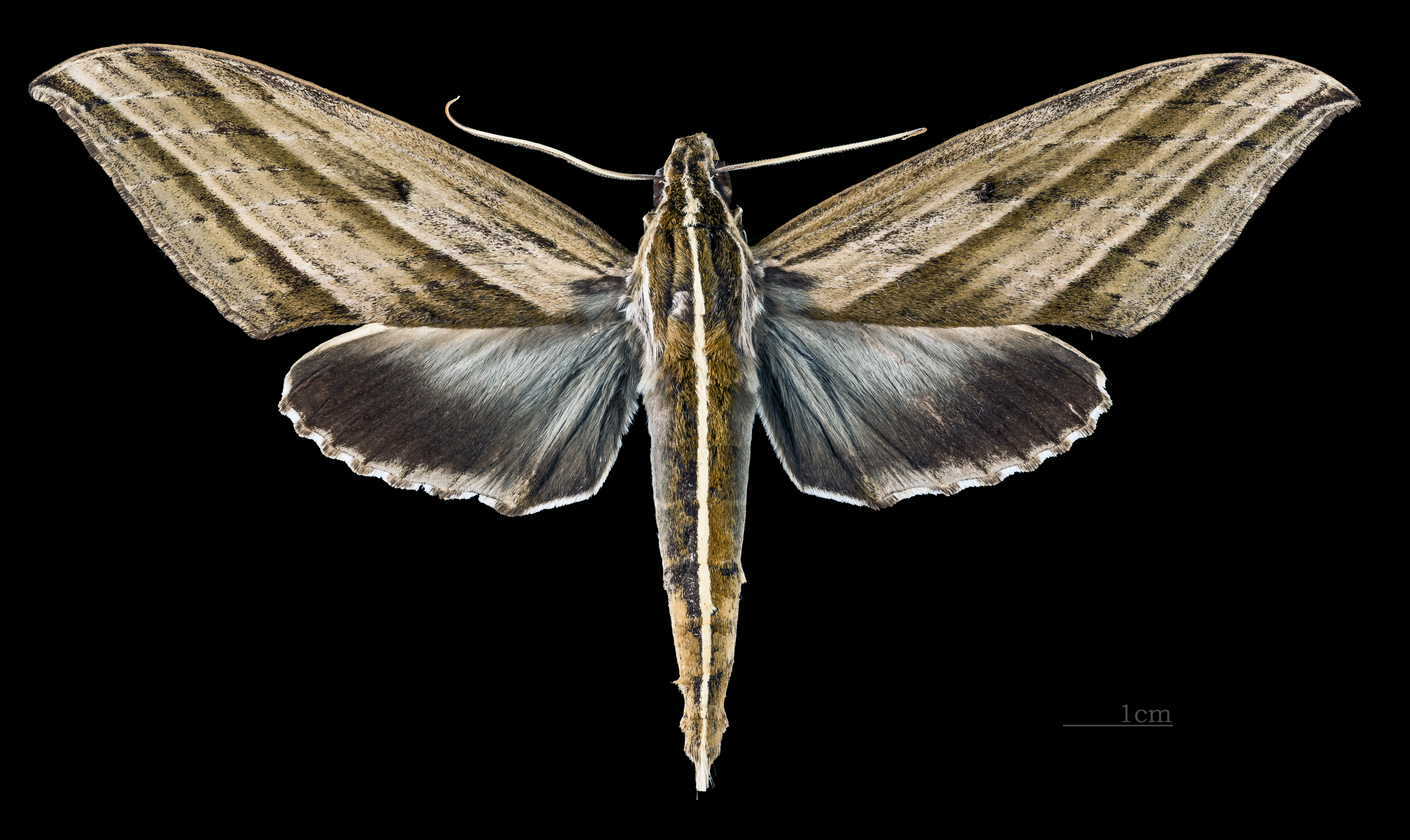
Elibia dolichus ♂
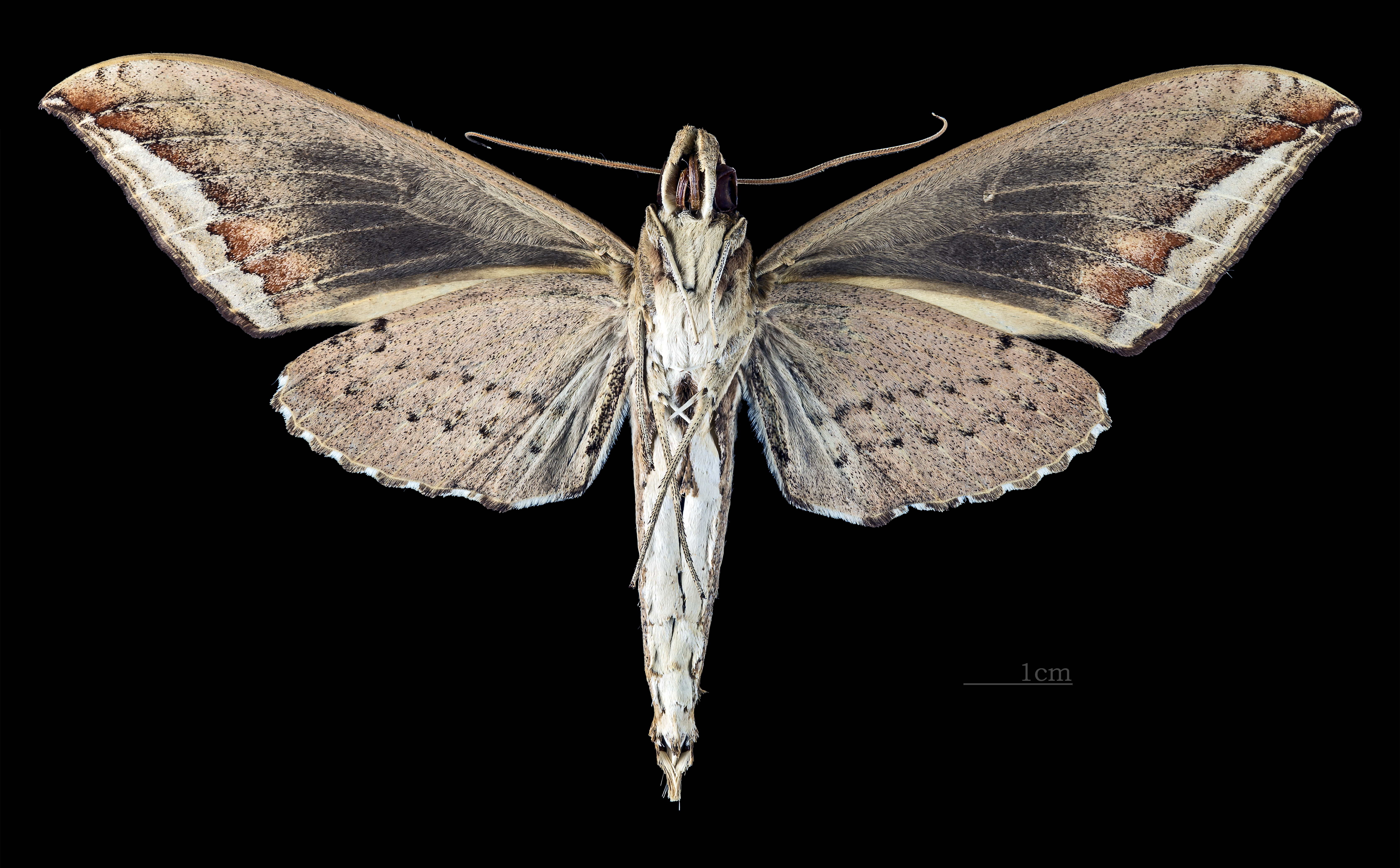
Elibia dolichus ♂ △
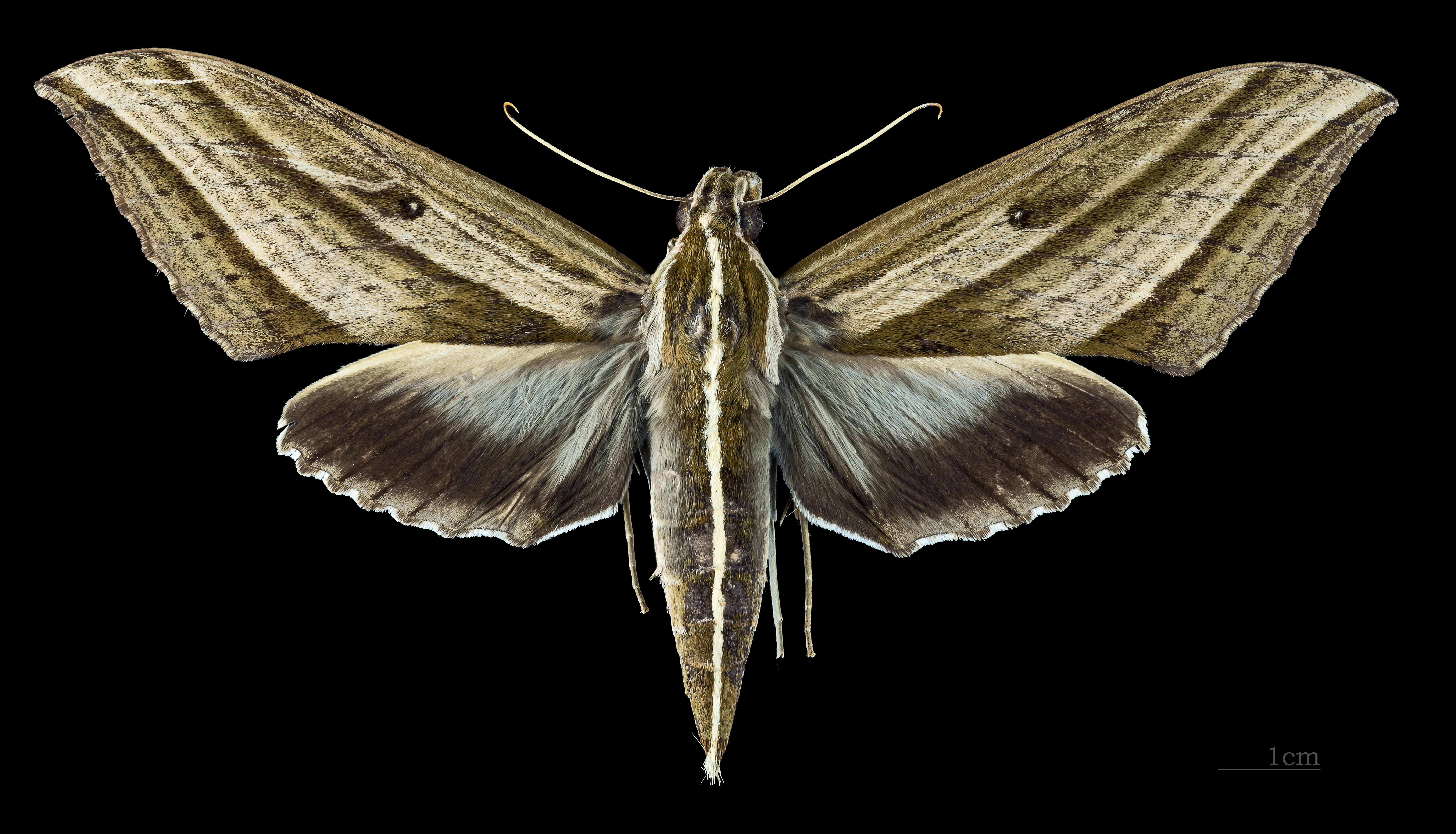
Elibia dolichus ♀
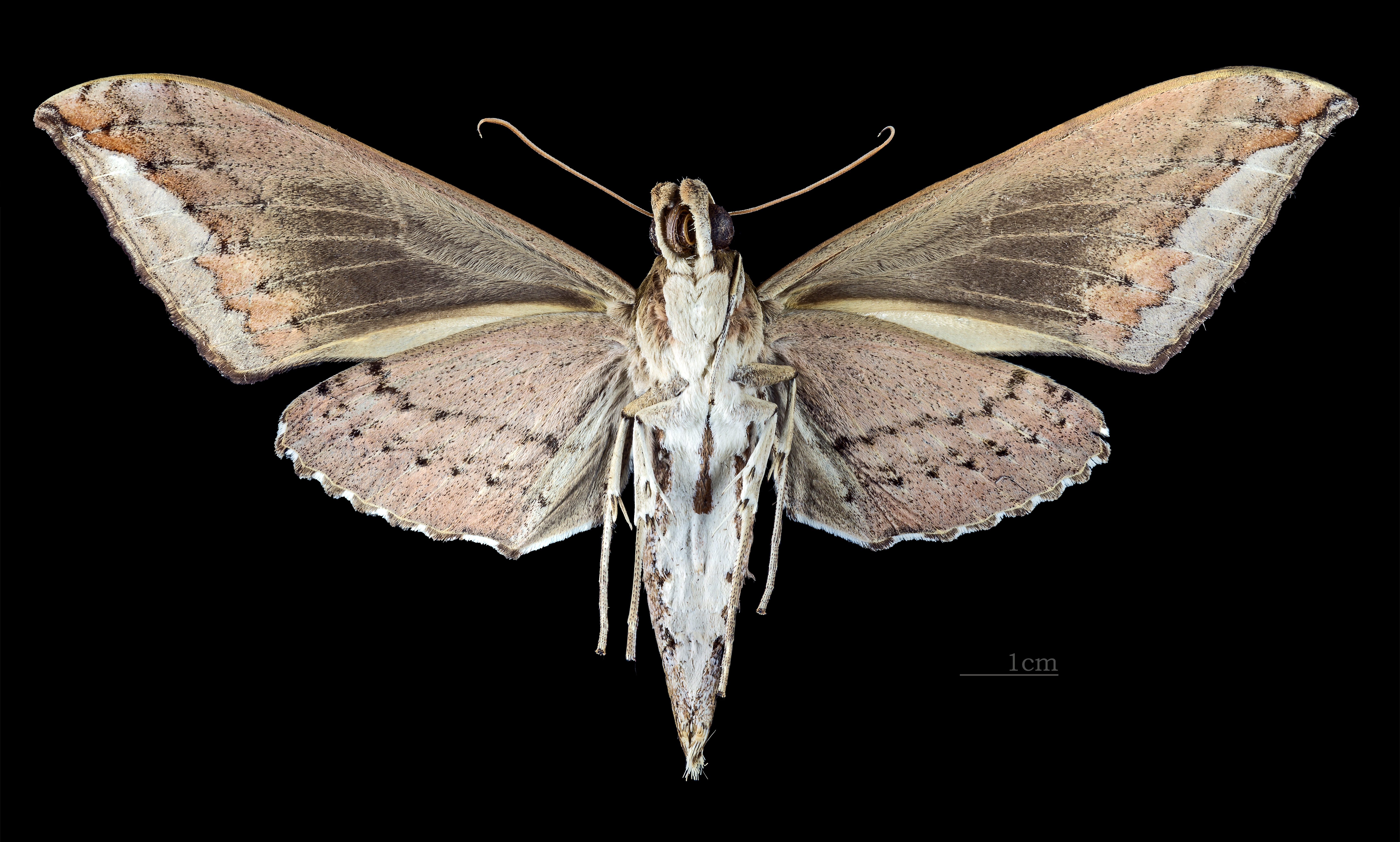
Elibia dolichus ♀ △